# سيلفيا نافارو (لاعبة كرة يد)
     لشخصية أخرى تحمل اسم سيلفيا نافارو، طالع سيلفيا نافارو (توضيح).

سيلفيا نافارو جيمينيز (بالإسبانية: Silvia Navarro Giménez) وهي لاعبة كرة يد في مركز حراسة المرمى ولدت في يوم 20 مارس 1979 في مدينة فالنسية في إسبانيا تلعب مع نادي بي إم ريموداس ولعبت مع منتخب إسبانيا لكرة اليد للسيدات ونجحت في إحراز الميدالية البرونزية أولمبياد لندن 2012 والميدالية البرونزية في بطولة العالم في 2010 في البرازيل بعد إحرازهم المركز الثالث ونالت الميدالية الفضية في بطولة أوروبا 2004 في كرواتيا والمجر.

## روابط خارجية
- سيلفيا نافارو على موقع الاتحاد الأوروبي لكرة اليد (الإنجليزية)
- سيلفيا نافارو على موقع اللجنة الأولمبية الدولية (الإنجليزية)
- سيلفيا نافارو على موقع أوليمبيديا (الإنجليزية)